# Troy Brown Jr.
Pour les articles homonymes, voir Brown.
Troy Randall Brown Jr., né le 28 juillet 1999 à Las Vegas dans le Nevada, est un joueur américain de basket-ball évoluant au poste d'ailier et mesurant 1,98 m.

## Biographie

### Carrière universitaire
Entre 2017 et 2018, il joue pour les Ducks de l'Oregon.
Après une saison avec Oregon en université, il se présente à la draft 2018 de la NBA.

### Carrière professionnelle

#### Wizards de Washington (2018-2021)
Le 21 juin 2018, il est choisi en 15e position par les Wizards de Washington. Le 4 juillet 2018, il signe son premier contrat professionnel.
Entre le 14 novembre 2018 et le 27 février 2019, il est envoyé plusieurs fois en G-League chez le Capital City Go-Go.
Le 25 septembre 2019, les Wizards activent leur option d'équipe sur le contrat de Brown Jr. et le prolongent jusque 2020.
Le 28 décembre 2020, les Wizards activent leur option d'équipe sur le contrat de Brown Jr. et le prolongent jusque 2021.

#### Bulls de Chicago (2021-2022)
Le 25 mars 2021, il est échangé vers les Bulls de Chicago avec Moritz Wagner contre Chandler Hutchison et Daniel Gafford.

#### Lakers de Los Angeles (2022-2023)
Agent libre à l'été 2022, il signe le 1er juillet 2022 pour le salaire minimum avec les Lakers de Los Angeles pour un an.

#### Timberwolves du Minnesota (2023-2024)
Le 8 juillet 2023, il signe avec les Timberwolves du Minnesota.

#### Pistons de Détroit (2024)
Le 8 février 2024, il est échangé avec Shake Milton aux Pistons de Détroit contre Monté Morris.

## Statistiques

### Universitaires
| Saison    | Équipe   | Matchs | Titul. | Min./m | % Tir | % 3pts | % LF | Rbds/m. | Pass/m. | Int/m. | Ctr/m. | Pts/m. |
| --------- | -------- | ------ | ------ | ------ | ----- | ------ | ---- | ------- | ------- | ------ | ------ | ------ |
| 2017-2018 | Oregon   | 35     | 35     | 31,2   | 44,4  | 29,1   | 74,3 | 6,20    | 3,17    | 1,57   | 0,20   | 11,31  |
| Carrière  | Carrière | 35     | 35     | 31,2   | 44,4  | 29,1   | 74,3 | 6,20    | 3,17    | 1,57   | 0,20   | 11,31  |

### Professionnelles

#### Saison régulière NBA
| Saison    | Équipe      | Matchs | Titul. | Min./m | % Tir | % 3pts | % LF | Rbds/m. | Pass/m. | Int/m. | Ctr/m. | Pts/m. |
| --------- | ----------- | ------ | ------ | ------ | ----- | ------ | ---- | ------- | ------- | ------ | ------ | ------ |
| 2018-2019 | Washington  | 52     | 10     | 14,0   | 41,5  | 31,9   | 68,1 | 2,79    | 1,54    | 0,40   | 0,10   | 4,77   |
| 2019-2020 | Washington  | 69     | 22     | 25,8   | 43,9  | 34,1   | 78,4 | 5,55    | 2,58    | 1,23   | 0,10   | 10,38  |
| 2020-2021 | Washington  | 21     | 0      | 13,7   | 37,1  | 30,4   | 66,7 | 2,90    | 0,90    | 0,14   | 0,19   | 4,29   |
| 2020-2021 | Chicago     | 13     | 0      | 18,2   | 52,7  | 33,3   | 83,3 | 3,38    | 0,77    | 0,54   | 0,15   | 5,46   |
| 2021-2022 | Chicago     | 66     | 7      | 16,0   | 41,9  | 35,3   | 76,9 | 3,08    | 1,00    | 0,55   | 0,08   | 4,29   |
| 2022-2023 | L.A. Lakers | 76     | 45     | 24,5   | 43,0  | 38,1   | 87,2 | 4,05    | 1,25    | 0,78   | 0,21   | 7,12   |
| 2023-2024 | Minnesota   | 37     | 3      | 11,1   | 44,1  | 36,9   | 86,4 | 1,95    | 0,95    | 0,22   | 0,05   | 4,16   |
| 2023-2024 | Détroit     | 22     | 12     | 18,9   | 29,6  | 28,1   | 86,7 | 3,27    | 1,14    | 0,73   | 0,05   | 4,23   |
| Carrière  | Carrière    | 356    | 99     | 19,0   | 42,3  | 35,1   | 78,3 | 3,62    | 1,43    | 0,66   | 0,12   | 6,17   |

Mise à jour le 15 avril 2024

#### Playoffs NBA
| Saison   | Équipe      | Matchs | Titul. | Min./m | % Tir | % 3pts | % LF | Rbds/m. | Pass/m. | Int/m. | Ctr/m. | Pts/m. |
| -------- | ----------- | ------ | ------ | ------ | ----- | ------ | ---- | ------- | ------- | ------ | ------ | ------ |
| 2022     | Chicago     | 3      | 0      | 12,3   | 29,4  | 18,2   | –    | 2,70    | 1,00    | 0,70   | 0,00   | 4,00   |
| 2023     | L.A. Lakers | 12     | 0      | 10,3   | 35,7  | 13,3   | –    | 2,00    | 0,90    | 0,20   | 0,10   | 1,80   |
| Carrière | Carrière    | 15     | 0      | 10,7   | 33,3  | 15,4   | –    | 2,10    | 0,90    | 0,30   | 0,10   | 2,30   |

Mise à jour le 1er juillet 2023

## Records sur une rencontre en NBA
Les records personnels de Troy Brown Jr. en NBA sont les suivants, :
| Type de statistique        | Saison régulière | Saison régulière     | Saison régulière | Playoffs | Playoffs             | Playoffs      |
| Type de statistique        | Record           | Adversaire           | Date             | Record   | Adversaire           | Date          |
| -------------------------- | ---------------- | -------------------- | ---------------- | -------- | -------------------- | ------------- |
| Points                     | 26               | @ Knicks de New York | 23 décembre 2019 | 10       | @ Bucks de Milwaukee | 27 avril 2022 |
| Paniers marqués            | 10               | Nuggets de Denver    | 4 janvier 2020   | 4        | @ Bucks de Milwaukee | 27 avril 2022 |
| Paniers tentés             | 18               | Knicks de New York   | 28 décembre 2019 | 11       | @ Bucks de Milwaukee | 27 avril 2022 |
| Paniers à 3 points réussis | 5                | 2 fois               | 2 fois           | 2        | @ Bucks de Milwaukee | 27 avril 2022 |
| Paniers à 3 points tentés  | 10               | Grizzlies de Memphis | 20 janvier 2023  | 9        | @ Bucks de Milwaukee | 27 avril 2022 |
| Lancers francs réussis     | 6                | 3 fois               | 3 fois           | -        | -                    | -             |
| Lancers francs tentés      | 7                | 3 fois               | 3 fois           | -        | -                    | -             |
| Rebonds offensifs          | 7                | @ Nets de Brooklyn   | 30 janvier 2023  | 2        | Grizzlies de Memphis | 24 avril 2023 |
| Rebonds défensifs          | 12               | Nuggets de Denver    | 4 janvier 2020   | 5        | @ Bucks de Milwaukee | 27 avril 2022 |
| Rebonds totaux             | 17               | @ Nets de Brooklyn   | 30 janvier 2023  | 6        | @ Bucks de Milwaukee | 27 avril 2022 |
| Passes décisives           | 8                | 2 fois               | 2 fois           | 3        | 2 fois               | 2 fois        |
| Interceptions              | 6                | Pistons de Détroit   | 11 janvier 2022  | 1        | 4 fois               | 4 fois        |
| Contres                    | 2                | 4 fois               | 4 fois           | 1        | Grizzlies de Memphis | 22 avril 2023 |
| Balles perdues             | 4                | 3 fois               | 3 fois           | 2        | @ Bucks de Milwaukee | 27 avril 2022 |
| Minutes jouées             | 42               | @ Nuggets de Denver  | 31 mars 2019     | 23       | @ Bucks de Milwaukee | 27 avril 2022 |

- Double-double : 9
- Triple-double : 0

Dernière mise à jour : 15 avril 2024

## Salaires
Les gains de Troy Brown Jr. en carrière sont les suivants :
| Année       | Équipe                | Salaire      |
| ----------- | --------------------- | ------------ |
| 2018-2019   | Wizards de Washington | 2 749 080 $  |
| 2019-2020   | Wizards de Washington | 3 219 480 $  |
| 2020-2021   | Bulls de Chicago      | 3 372 840 $  |
| 2021-2022   | Bulls de Chicago      | 5 170 564 $  |
| 2022-2023   | Lakers de Los Angeles | 1 836 090 $  |
| Total Gains | Total Gains           | 16 348 054 $ |
| 2023-2024   | Pistons de Détroit    | 4 000 000 $  |
| 2024-2025   | Pistons de Détroit    | 4 000 000 $  |

- italique : option d'équipe